# 7580 Швабгаусен
7580 Швабгаусен (7580 Schwabhausen) — астероїд головного поясу, відкритий 13 жовтня 1990 року.
Тіссеранів параметр щодо Юпітера — 3,398.